# Михаэлис, Иоганн Генрих
Иоганн Генрих Михаэлис (нем. Johann Heinrich Michaelis; 1668—1738) — немецкий филолог, востоковед, педагог и протестантский богослов.

## Биография
Иоганн Генрих Михаэлис родился 26 июля 1668 года в Клеттенберге; представитель знатного померанского рода, сын Иоганна Генриха Михаэлиса (1633—1711) и его жены Софии (урождённой Шмидт; 1634—1712). Свирепствовавшая в то время чума весьма усложнила юноше возможность получить образование, потому он сменил множество школ, пока, наконец, не поступил в Лейпцигский университет на филологический факультет, который успешно окончил. Защитив диссертацию «Conamina brevioris manductionis ad doctrinam» получил ученую степень магистра философии.
По окончании университетского курса Иоганн Генрих Михаэлис стал преподавать в альма-матер, затем во Франкфурте-на-Одере, после чего был принят в число профессоров Университета Галле заняв кафедру богословия. Вместе с Августом Германом Франке, основал в Галле для основательного изучения Священного Писания в оригинале «Collegium orientale theologicum», имевший, впрочем, значение больше для изучения восточных языков, чем для восточного богословия. 27 октября 1717 года получил докторскую степень по теологии. 
В своей литературной деятельности Иоганн Генрих Михаэлис был антагонистом известного пиетиста Филиппа Якоба Шпенера. 
Из многочисленных трудов учёного наиболее известны следующие: «Biblia hebraica» (1720) — критическое сличение еврейского текста Библии по 19-ти предшествовавшим изданиям и 5 эрфуртским рукописям; «De Isaia propheta, ejusque vaticinio» (1712), «Dissertationes de Angelo Dei» (1701), «Dissertationes de textu Novi Testamenti graeco», «Dissertatio de cognoscendae theologiae principio» (1732), «De usu septuaginta interpretum in Novum Testamentum» (1709), «De libro Coheleth seu Ecclesiastes Solomonis» (1717), «De cantico canticorum Solomonis» (1717), «Introductio historico-theologica in S. Jacoqi epistolam catholicam» (1722).
Иоганн Генрих Михаэлис умер 10 марта 1738 года в городе Галле.